# Алессандро Аппиано
Алесса́ндро д’Аппиа́но д’Араго́на (итал. Alessandro Appiano d’Aragona; ок. 1555, Генуя, Генуэзская республика — 28 сентября 1589, синьория Пьомбино) — представитель дома Аппиано, князь Священной Римской империи, князь Пьомбино, пфальцграф Священной Римской империи с 1585 по 1589 год.
Пал жертвой заговора из-за жестокого и порочного правления. После его убийства народ Пьомбино отказал в верности дому Аппиано и предложил правление над феодом командиру испанского гарнизона в цитадели Пьомбино, который принял его от имени Филиппа II, короля Испании.

## Биография
Родился в Генуе около 1555 года. Алессандро был незаконнорожденным сыном князя Якопо VI Аппиано, князя Пьомбино от Марии (или Орьеттины) Фиески, приходившейся его отцу свояченицей. Якопо VI легитимировал бастарда, который был признан его наследником в 1559 году императором Фердинандом I и в 1568 году императором Максимилианом II. Детство Алессандро прошло в Генуе. По просьбе народа Пьомбино 20 июня 1576 года он переехал в их город, но в 1583 году вернулся обратно в Геную. 15 мая 1585 года Алессандро наследовал умершему отцу, став новым князем Пьомбино под именем Алессандро I. Его полный титул был следующим: князь Алессандро I д’Аппиано д’Арагона, князь Священной Римской империи, князь Пьомбино, синьор Скарлино, Популонии, Суверето, Буриано, Аббадья-аль-Фаньо, Виньяле и островов Эльба, Монтекристо, Пьяноза, Черболи и Пальмайола, пфальцграф Священной Римской империи. В 1586 году его изгнали из Генуи из-за жестокого и порочного поведения, и он вернулся в Пьомбино. В самом начале правления, с просьбой продать острова Монтекристо и Пьянозу или прогнать с них пиратов, к нему обратился великий герцог Франциск I. Но испытывавший неприязнь к представителям дома Медичи, Алессандро I отказал великому герцогу в обеих просьбах.

### Заговор и убийство

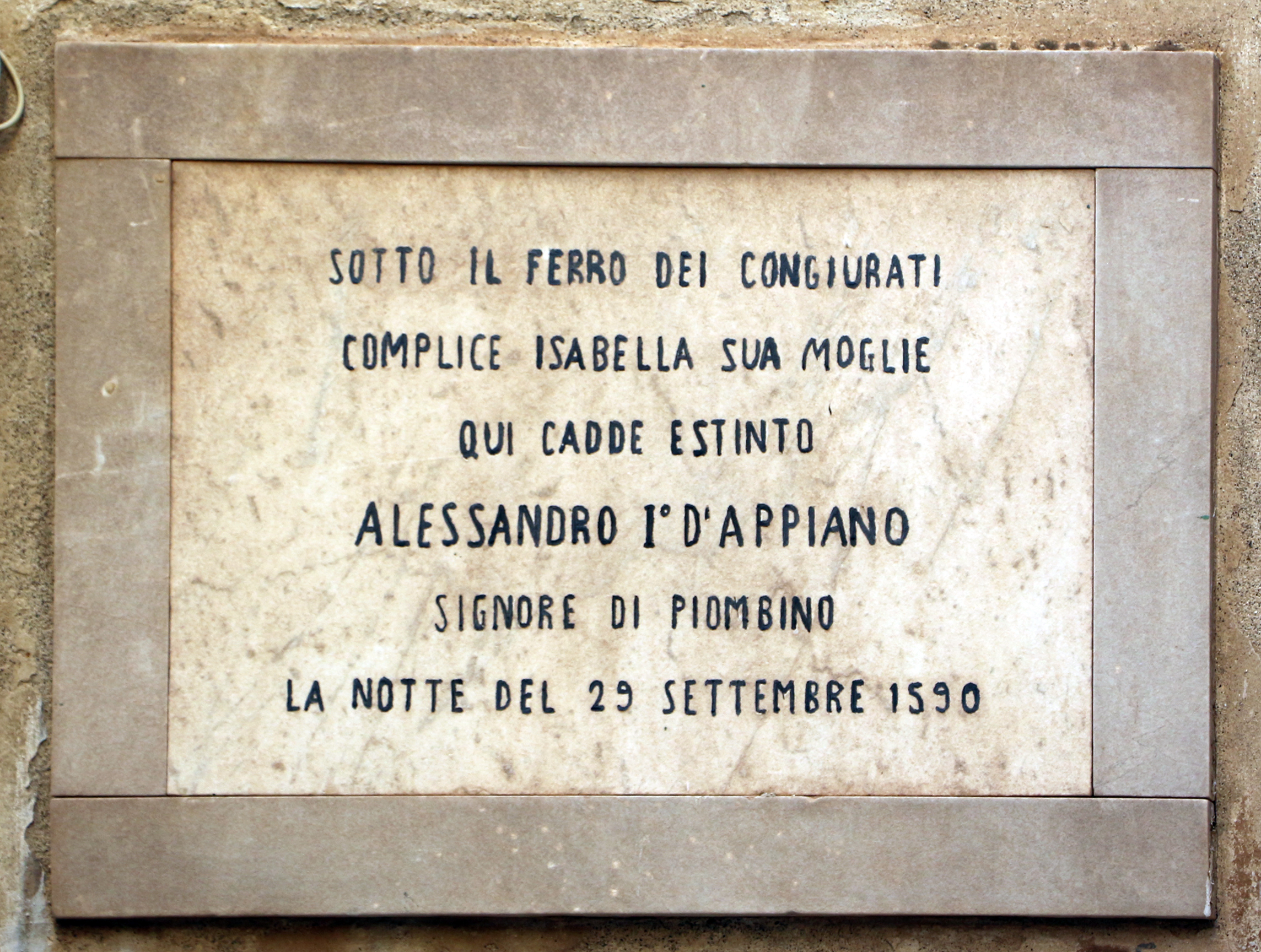
Мемориальная доска на месте убийства Алессандро I на улице Мальпертузо. Установлена муниципалитетом Пьомбино в 1890-х годах

Правление Алессандро I носило авторитарный характер. Ему нравилось унижать своих подданных, особенно членов благородных фамилий. Жестокое и порочное поведение правителя стало причиной возникновения заговора, в котором главными заговорщиками были местные дворяне, а также супруга князя и её любовник дон Феличе д’Арагона, командир гарнизона испанского королевства в цитадели Пьомбино. Последний рассчитывал стать правителем Пьомбино. На исходе дня 28 сентября 1589 года Алессандро I пал, сражённый тремя выстрелами из аркебуз и добит алебардой. Убийство произошло возле дома Джулио Маццаферрати, члена Совета старейшин Пьомбино, чья дочь была обесчещена Алессандро I. Труп князя был немедленно захоронен в усыпальнице в соборе Святого Анфима.
Непосредственно в убийстве принимали участие пятеро — Чапино Паньяли, Филиппо Ферраккьо, Доменико Веккьони, Джованни Вольпи, Маццаферрата Маццаферрати. Кроме них в заговоре участвовали члены семей Барбетти, Пьерини, Буцалья, Калафати, Дель Прете, Тоди, Вентури, Беллони, Чини, Гатани, Фальконетти, Моредани, Тринита и Гарофани. Пятеро убийц были схвачены солдатами испанского гарнизона в цитадели Пьомбино, но утром следующего дня их всех отпустили по приказу дона Феличе д’Арагона. Вскоре командир испанского гарнизона обратился к отцу вдовствующей княгини Пьомбино с просьбой позволить ему жениться на его дочери, но получил категорический отказ. Ему было сказано, что отец Изабеллы де Мендоса не позволит состояться браку его дочери с мужчиной, который сделал её вдовой.

### Последствия убийства и преемники
Не сумев жениться на вдовствующей княгине, командир испанского гарнизона в 1590 году спровоцировал в Пьомбино восстание. От имени народа, который был собран им на главной площади города, Совет старейшин объявил жителей коммуны свободными от присяги дому Аппиано. Прозвучали предложения войти в состав Венецианской республики или великого герцогства Тосканы. Однако большая часть поддержала предложение сделать новым правителем Пьомбино командира испанского гарнизона. Дон Феличе д’Арагона согласился принять правление над феодом от имени Филиппа II, короля Испании.
Права Козимо Якопо, сына Алессандро I, поддержал великий герцог Фердинанд I, который укрыл его, вместе с матерью и старшей сестрой, сначала на острове Эльба, а после помог перебраться им в Геную. Жители острова Эльба и владений дома Аппиано, граничивших с великим герцогством Тосканы, сохранили верность наследнику убитого князя. Фердинанд I апеллировал королю Испании и его наместнику в Неаполе с требованием вернуть Козимо Якопо его владения.
В январе 1591 года, опасаясь вторжения в Пьомбино великого герцога Тосканы, вице-король Неаполя укрепил испанский гарнизон в цитадели Пьомбино, отправив из области Президий отряд в восемьсот пехотинцев. По прибытии испанцы повели себя агрессивно. Они изгнали тосканцев из города Рио на острове Эльба, где, по договору с убитым князем, Фердинанд I занимался добычей железной руды, и присвоили орудия труда, которые принадлежали великому герцогу. Фердинанд I не поддался на провокацию, продолжив требовать от двора в Мадриде возвращения Пьомбино его законному владельцу. В Мадриде интересы дома Аппиано представлял Альфонсо д’Аппиано д’Арагона, адмирал великого герцогства Тосканы, который принял на себя опеку над несовершеннолетним племянником. По приказу Филиппа II его эмиссар провёл расследование убийства вассала короля Испании, в ходе которого им были арестованы все убийцы Алессандро I и главные участники заговора, включая дона Феличе д’Арагона. Последнего привезли в Неаполь, где в мае 1595 года судили, признали виновным и приговорили к пожизненному заточению в крепости в Испании. Паньяли, Ферраккьо, Вольпи и Маццаферрати были казнены, а Веккьони ещё во время расследования покончил с собой. Остальных заговорщиков подвергли публичным и жестоким пыткам.
Вдове Алессандро I удалось избежать наказания за участие в заговоре, несмотря на попытки обвинить её в причастности к убийству мужа со стороны его родственников. Великий герцог Фердинанд I считал её невиновной. В апреле 1590 года в Генуе Изабелла де Мендоса, вместе с сыном, приняла присягу у жителей Пьомбино, сохранивших верность дому Аппиано. Ровно через год Козимо Якопо стал полноправным князем и синьором Пьомбино под именем Якопо VII.

### Брак и потомство
В 1575 году в Генуе Алессандро I сочетался браком с Изабеллой де Мендоса (1558 — 1619), дочерью дона Педро Гонсальво де Мендоса, графа Бинаско, посла Королевства Испания в Генуэзской республике. В браке у супругов родились дочь и два сына:
- Изабелла[итал.] (1577 — 10.11.1661), княгиня Пьомбино с 1611 по 1624 год, маркграфиня Популонии, синьора Скарлино, Виньяле, Аббадья-аль-Фаньо Суверето, Буриано и островов Эльба, Монтекристо, Пьяноза, Черболи и Пальмайола с 1611 по 1624 год, сочеталась в 1602 году в Генуе первым браком с доном Хорхе де Мендоса (1560 — 1619), графом Бинаско, в 1622 году в Риме вторым браком с доном Паоло Джордано II Орсини[итал.] (1591 — 24.05.1646), герцогом Браччано, князем Священной Римской империи и грандом Испании;
- Козимо Якопо (1581 — 5.01.1603), суверенный князь Пьомбино под именем Якопо VII и маркграф Популонии, после предоставления императором в 1594 году Пьомбино статуса княжества, а Популонии статуса маркграфства, князь Священной Римской империи, синьор Скарлино, Виньяле, Абаддья-аль-Фаньо, Суверето, Буриано, Валле, Монтиони и островов Эльба, Монтекристо, Пьяноза, Черболи и Пальмайола, пфальцграф Священной Римской империи, между 1602 и 1603 годами в Генуе сочетался браком с Бьянкой Спинола (1590 — 23.12.1625), дочерью генуэзского патриция Джан Амброджо Спинола и Марии Спинола;
- Гарция (1587 — 1592), умер в детском возрасте.

У Алессандро I была незаконнорожденная дочь по имени Виктория.